# Могилёв в годы Великой Отечественной войны

## Начало войны
22 июня 1941 года гитлеровская Германия напала на СССР. За первые 4 дня войны призывные пункты Могилёва направили в Красную Армию около 25 тысяч человек.
С 24 июня по 3 июля 1941 года в Могилёве находился штаб Западного фронта. С 25 июня по 3 июля 1941 года — ЦК КП(б)Б и СНК БССР.
1 июля 1941 года на совещании в штабе Западного фронта с участием 1-го секретаря ЦК КП(б)Б П. К. Пономаренко, представителей Ставки Главного командования Маршалов Советского Союза К. Е. Ворошилова и Б. М. Шапошникова разработаны конкретные меры по обороне Могилёва, рассмотрены вопросы, связанные с руководством боевыми действиями.
За 7 дней вокруг города были созданы 2 линии обороны. На строительстве оборонительных сооружений ежедневно работало более 40 тысяч могилевчан. Формировалось народное ополчение 1941, в которое влилось около 12 тысяч жителей области. Одновременно принимались срочные меры по эвакуации вглубь страны населения, оборудования промышленных предприятий, транспорта и другого имущества. В период с 25 июня по 14 июля 1941 года из города было отправлено 935 вагонов с материальными ценностями.

## Оборона Могилёва
Могилёв обороняли 172-я стрелковая дивизия (генерал-майор М. Т. Романов) 61-го стрелкового корпуса 13-й армии. 3—9 июля советские воины вели бои на дальних и ближних подступах к городу.

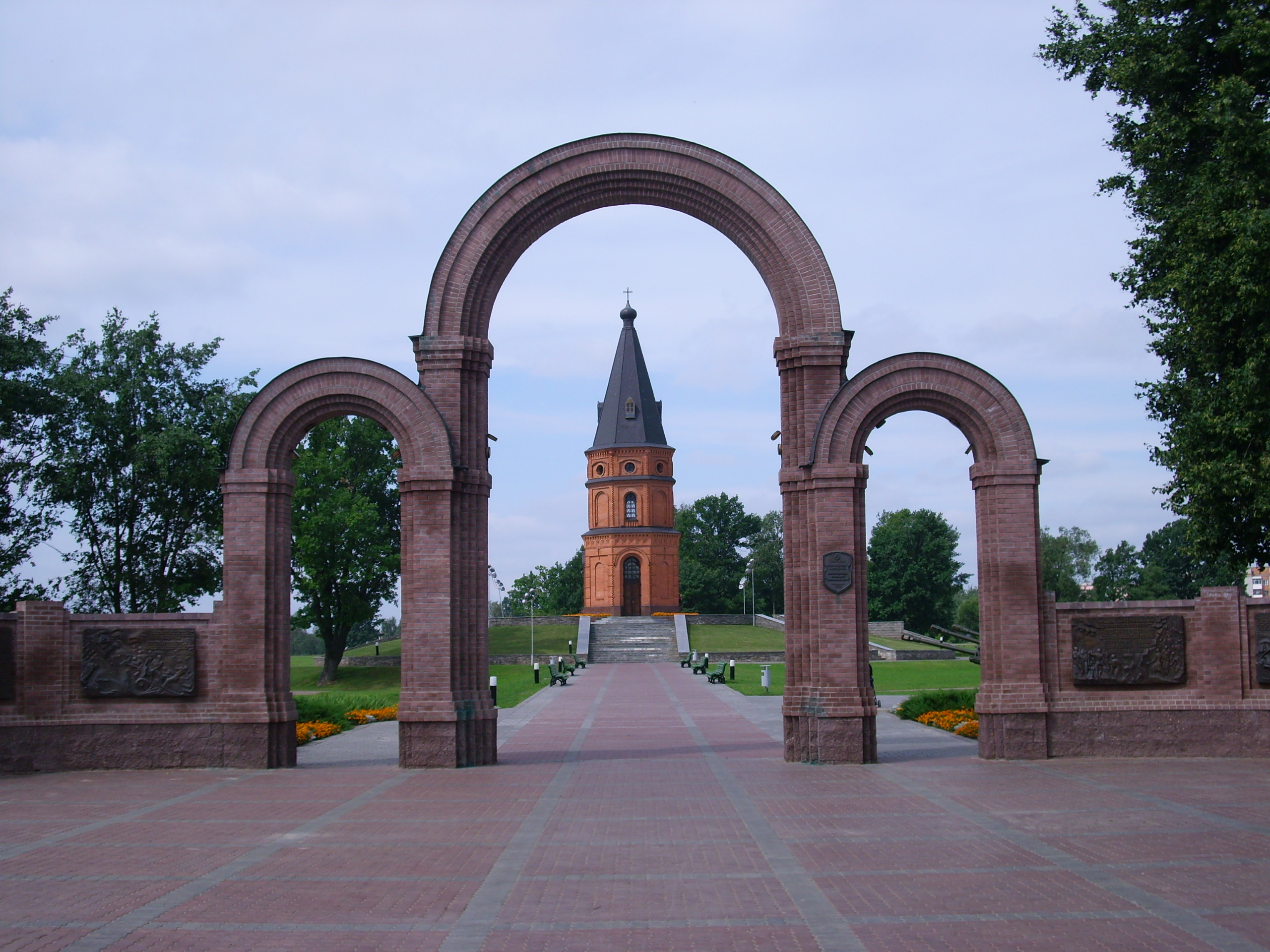
Мемориальный комплекс «Буйничское поле».

9—16 июля бои шли в предполье, на основной полосе обороны перед Могилёвом. Особенно тяжёлые бои развернулись на Буйничском поле.
Несмотря на мужественное сопротивление защитников Могилёва, превосходящим силам врага удалось полностью окружить город. 16—27 июля соединения 61-го стрелкового корпуса и отряды народного ополчения героически сражались в окружении.
Бойцы батальона милиции под командованием К. Г. Владимирова, несколько дней отбивали атаки немецких войск в районе деревни Пашково и посёлка Гаи.

## Оккупация Могилёва
Захватив 26 июля 1941 года Могилёв, гитлеровцы установили жестокий оккупационный режим, создали 5 лагерей смерти, в том числе Гребенёвский, Луполовский лагеря смерти, 341-й пересыльный лагерь для советских военнопленных, гетто в районе Дубровенки. В годы войны в Могилёве и окрестностях погибло более 70 тысяч советских граждан, около 30 тысяч могилевчан вывезено на принудительные работы в Германию. В оккупированном городе развернули группу разведки, а советские патриоты вели борьбу против захватчиков подпольно.
С августа 1941 года действовало Могилёвское партийно-комсомольское подполье. Его группы действовали на авторемонтном заводе, на железнодорожном узле, хлебозаводе, в городской больнице, военном госпитале, на фабрике искусственного шёлка.
Весной 1942 часть групп вошла в организацию «Комитет содействия Красной Армии». Комитет издавал малоформатную газету «За Родину». Подпольщики переправляли партизанам оружие, боеприпасы, медикаменты, продовольствие, совершали диверсии на военных объектах, транспорте, предприятиях, печатали и распространяли листовки, вели разведку и передавали сведения армейскому командованию. В ночь на 25 декабря 1942 года подпольщики освободили узников из фашистской тюрьмы.
С августа 1942 года начались аресты подпольщиков. В октябре 1942 года была разгромлена группа на фабрике искусственного шёлка, арестованы и замучены многие члены «Комитета содействия Красной Армии» и других подпольных групп. Но усилиями партийных органов и командования партизан в Могилёве была восстановлена разветвлённая сеть патриотических групп, которая действовала вплоть до освобождения города летом 1944 года.
В самом начале немецко-фашистской оккупации на территории Могилёвской области зародилось партизанское движение. 6 апреля 1943 года оформилось Могилёвское партизанское соединение, которое ко времени соединения с Красной Армией насчитывало более 34 тысяч человек.

## Освобождение Могилёва
В июне 1944 года Красная Армия начала Белорусскую наступательную операцию, составной частью которой стала Могилёвская операция. Немецкие войска в 3— 4 км от города и в городе создали 3 рубежа обороны, мосты через Днепр заминировали. 26 июня 1944 года части 49-й армии (генерал-лейтенант И. Т. Гришин) и 50-й армии (генерал-лейтенант И. В. Болдин) 2-го Белорусского фронта при содействии 4-й воздушной армии (генерал-полковник К. А. Вершинин) замкнули кольцо окружения группировки войск противника вокруг Могилёва и разгромили её. К 16.00.28 июня на улицах города начали появляться белые флаги, а в 18.00 генерал фон Эрдмансдорф капитулировал, бои в Могилеве закончились. В борьбе за Могилев враг потерял более 6000 солдат и офицеров убитыми и около 3400 пленными. Командир 12-й пехотной дивизии генерал-лейтенант Бамлер на допросе заявил: «Могилевский гарнизон получил от Гитлера приказ любой ценой удержать город. Стремительный и бурный темп русского наступления опрокинул все наши замыслы и расчеты. Он ошеломил нас. Мы понесли тяжелые потери. Из 8 тысяч солдат в дивизии осталось не более 3-х. Русским достались огромные трофеи, в том числе материальная часть 12-го артиллерийского полка».
28 июня Могилёв был освобождён от немецко-фашистских захватчиков, этот день считается днем города. За героизм и мужество, проявленные в Могилёвской операции, 28 советских воинов удостоены звания Героя Советского Союза, 21 части и соединению, отличившимся при освобождении города, присвоено почётное наименование «Могилёвских», 32 частям и соединениям - «Верхнеднепровских», 10 особо отличившихся стрелковых, танковых и артиллерийских частей награждены орденами Красного Знамени, орденами Суворова II и III степени.
За отличные боевые действия при форсировании Днепра и овладении Могилевом войскам 2-го Белорусского фронта 28 июня 1944 года Верховный Главнокомандующий объявил благодарность. В этот же день Москва салютовала 20 артиллерийскими залпами из 224 орудий в честь войск фронта, форсировавших Днепр и освободивших города Могилев, Шклов и Быхов.

## Последствия оккупации Могилёва
На день освобождения города в нём было менее 10 тысяч жителей. Из 6653 зданий уцелело 3220. Полностью разрушены авторемонтный, кожевенный, труболитейный и пивоваренный заводы, кондитерская, швейная и шёлкоткацкая фабрики, мясокомбинат, железнодорожное депо и многие другие предприятия. Оккупанты вывезли в Германию оборудование пединститута, областного краеведческого музея, сожгли областную и городскую библиотеки, фонды Центрального исторического архива БССР. Материальный ущерб, нанесённый оккупантами Могилёву, составил 488 миллионов рублей (в ценах 1941).